# Бенков, Джо
Джо Бенков (норв. Jo Benkow; имя при рождении Йозеф Элиас Бенковиц; 15 августа 1924 года, Тронхейм — 18 мая 2013 года, Осло) — норвежский политический деятель, писатель и фотограф. Президент Совета Северных стран (1983 год). Президент парламента Норвегии (1985—1993). Президент Международной хельсинкской федерации прав человека.

## Биография
Йозеф Элиас Бенковиц родился в Тронхейме в еврейской семье. В 1942 году он был вынужден бежать от преследований нацистами, оккупировавшими Норвегию, в Швецию, а затем в Англию, где он служил в Королевских ВВС Норвегии. После окончания войны он вернулся в Норвегию и стал фотографом.
В 1965 году он был избран в Парламент Норвегии от Консервативной партии. Вскоре в парламенте он стал ведущей фигурой, и лидером партии в 1980—1984 годах, затем лидером группы Консервативной партии в парламенте в 1981—1985 годах. А с 9 октября 1985 года он стал президентом Стортинга (спикером). На этом посту он проработал до самой пенсии, на которую вышел 30 сентября 1993 года. Всего он проработал 28 лет в парламенте.
Джо Бенков также служил президентом Международной хельсинкской федерации по правам человека. Занимался преподавательской деятельностью (преподавал международные отношения в Бостонском университете), писал книги по правам человека, а также по теме современной монархии в Норвегии, и ряду других тем. На писательской ниве он получил Норвежскую премию книготорговцев за биографию «Fra Synagogen til Løvebakken» (От синагоги до парламента), опубликованную в 1985 году и проданную четверть миллионным тиражом. Ещё одна его книга «Олав — король» также оказалась бестселлером.
Джо Бенков был известен как очень востребованный лектор по вопросам Ближнего Востока и антисемитизма. Он не стеснялся выражать свою точку зрения и, к примеру, критиковал бывшего премьер-министра и партийного коллегу Каре Виллоха, назвав его «самым предвзятым человеком в стране» из-за отношения того к израильской политике.
Бенков скончался 18 мая 2013 года в больнице в Осло.

## Публикации
- Fra synagogen til Løvebakken (1985); «От синагоги до парламента»;
- Folkevalgt (1988); «Избранные народом»;
- Haakon, Maud og Olav. Et minnealbum i tekst og bilder (1989); «Хакон, Мод и Олав. Мемориальный альбом с текстом и изображениями»:
- Hundre år med konge og folk (1990); «Сто лет с королём и народом»;
- Olav — menneske og monark (1991); «Олав — Человек и Монарх»;
- Det ellevte bud (1994); «Одиннадцатая заповедь».

В 2016 году Всемирное движение НДИ провело в Кнессете презентацию двух книг Бенкова, которые были переведены на русский язык и иврит: «Олаф — король» и «От синагоги до парламента».

## Награды
- Медаль Обороны 1940—1945 (Норвегия)
- Рыцарь Ордена Святого Олафа
- Почётный знак «За заслуги перед Австрийской Республикой»
- Орден Белой розы Финляндии
- Премия Норвежских книготорговцев